# سازگاری (چشم)
سازگاری یا سازگاری بصری (انگلیسی: Adaptation) در فیزیولوژی بینایی توانایی شبکیه چشم برای تنظیم سطوح مختلف نور است. دید در شب طبیعی یا دید در تاریکی، توانایی دیدن در شرایط کم نور است. در انسان، سلول‌های استوان‌ای به‌طور انحصاری مسئول دید در شب هستند، زیرا سلول‌های مخروطی تنها قادر به عملکرد در سطوح روشنایی بالاتر هستند. دید در شب کیفیت پایین‌تری نسبت به دید روز دارد زیرا وضوح آن محدود است و رنگ‌ها قابل تشخیص نیستند. فقط سایه‌های خاکستری دیده می‌شود. برای اینکه انسان‌ها از دید روز به شب عبور کنند، باید یک دورهٔ انطباق تاریک که تا دو ساعت است را پشت سر بگذارند که در طی آن هر چشم از یک «تنظیم تابندگی بالا» به «تنظیم روشنایی کم» تنظیم می‌شود و حساسیت را به میزان زیادی افزایش می‌دهد. این دوره سازگاری بین سلول‌های میله‌ای و مخروطی متفاوت است و از بازسازی رنگدانه‌های نوری برای افزایش حساسیت شبکیه ناشی می‌شود. در مقابل، انطباق نور، بسیار سریع و در عرض چند ثانیه صورت می‌گیرد.

## بهره‌وری
چشم انسان می‌تواند از سطوح نور بسیار تاریک تا بسیار روشن عمل کند. قابلیت‌های حسی آن به ۹ مرتبه بزرگی می‌رسد. این بدان معناست که روشن‌ترین و تاریک‌ترین سیگنال نوری که چشم می‌تواند حس کند با ضریب تقریباً ۱٬۰۰۰٬۰۰۰٬۰۰۰ فاصله دارند. با این حال، در هر لحظه از زمان، چشم فقط می‌تواند نسبت کنتراست ۱۰۰۰ را حس کند. چیزی که دسترسی وسیع‌تر را امکان‌پذیر می‌کند این است که چشم تعریف خود را از سیاهی تطبیق می‌دهد.
چشم تقریباً ۲۰ تا ۳۰ دقیقه طول می‌کشد تا کاملاً از نور روشن خورشید به تاریکی کامل سازگار شود و ۱۰۰۰۰ تا ۱۰۰۰۰۰۰ برابر بیشتر از نور کامل روز حساس می‌شود. در این فرایند، درک چشم از رنگ نیز تغییر می‌کند (به این اثر پورکنژ می‌گویند). با این حال، تقریباً پنج دقیقه طول می‌کشد تا چشم از تاریکی به نور روشن خورشید سازگار شود. این به این دلیل است که مخروط‌ها هنگام اولین بار ورود به تاریکی در پنج دقیقه اول حساسیت بیشتری به دست می‌آورند اما میله‌ها پس از پنج دقیقه یا بیشتر، حساسیت بیشتری پیدا می‌کنند. سلول‌های مخروطی می‌توانند حداکثر حساسیت شبکیه را در ۹–۱۰ دقیقه تاریکی به دست آورند در حالی که میله‌ها به ۳۰–۴۵ دقیقه برای این کار نیاز دارند.
سازگاری تاریک در جوانان بسیار سریعتر و عمیق‌تر از افراد مسن است.